# Konrad Quillmann

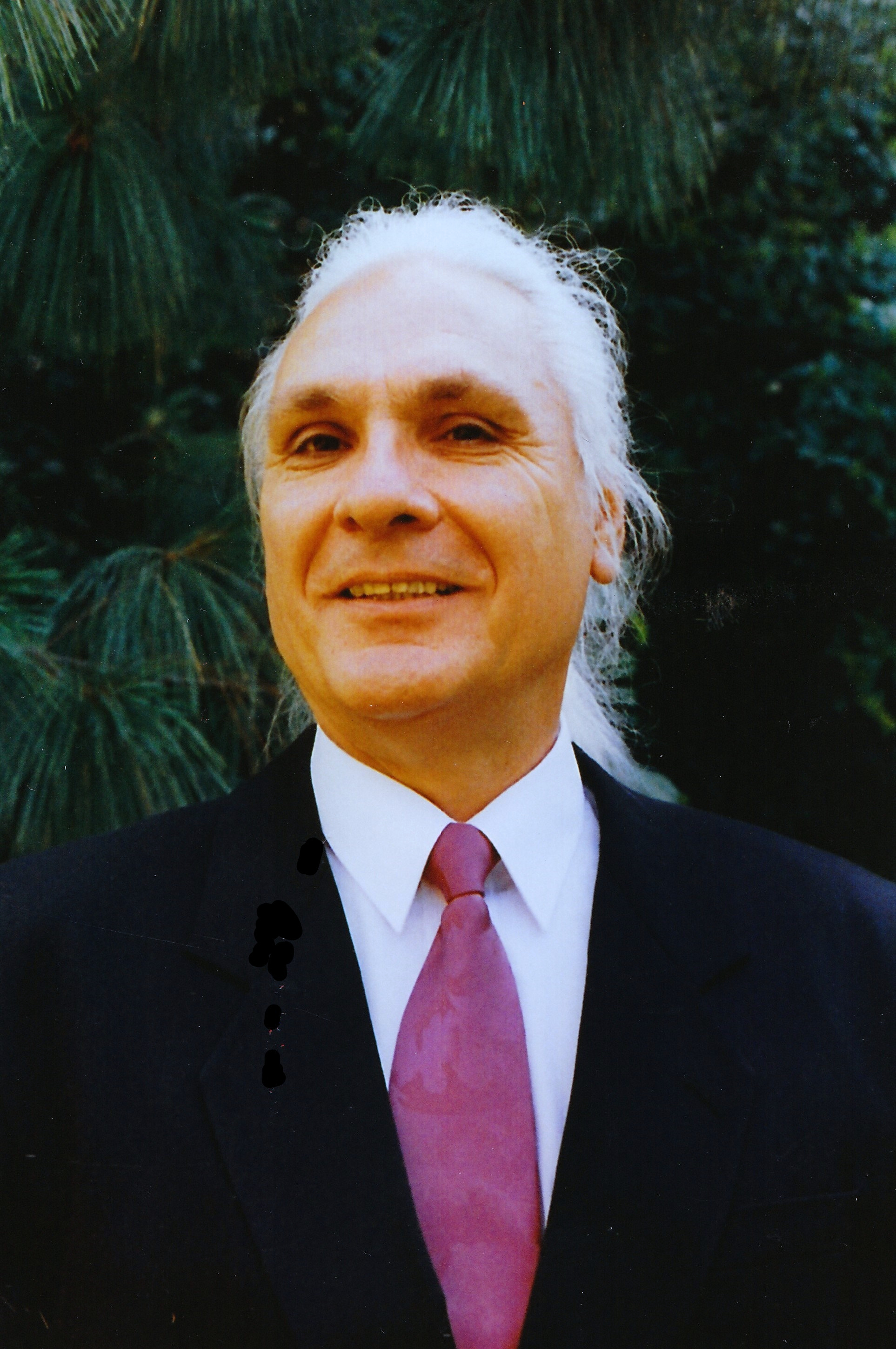
Konrad Quillmann (1994)

Konrad Quillmann (* 8. März 1936 in Berlin; † 1. November 2002 in Ostheim (Nidderau)) war ein deutscher Bildhauer, Keramiker, Zeichner und Publizist.

## Leben und Wirken
Nach dem Abitur an der Hohen Landesschule in Hanau 1957 studierte Quillmann bis 1961 an der Staatlichen Hochschule für Bildende Künste in Kassel Bildhauerei bei Brigitte Meyer-Denninghoff und Bernhard Graf von Bylandt-Rheydt, Keramik bei Walter Popp und Kunstpädagogik bei Ernst Röttger sowie Kunstwissenschaften und Soziologie. Er entwickelte zusammen mit seinen Kommilitonen Robert Sturm, Dieter Crumbiegel u. a. neue Formen der Keramik und gab der aus Popps Kasseler Schule für Keramik entstehenden Modernen Keramik wichtige Impulse.

Nach dem ersten Staatsexamen für das Höhere Lehramt 1961 an der staatlichen Hochschule für Bildende Künste in Kassel absolvierte Quillmann seine Referendarjahre in Frankfurt am Main und gründete schon 1962 zusammen mit seiner Ehefrau Elfriede seine erste Keramikwerkstatt in Oberau, Oberhessen. Im selben Jahr erhielt er einen Lehrauftrag für Plastisches Gestalten (Keramik) an der Pädagogischen Akademie Frankfurt am Main. Im Jahr 1963 schloss er mit seinem zweiten Staatsexamen seine Ausbildung für das Höhere Lehramt ab. Von 1963 bis 1967 war Quillmann als Wissenschaftlicher Assistent und Leiter der Keramikklasse am Kunstpädagogischen Institut der Johann Wolfgang Goethe-Universität Frankfurt am Main tätig. Seine Keramikwerkstatt verlegte er daraufhin nach Hainstadt am Main. Danach war Quillmann von Januar 1968 bis August 1998 im höheren Schuldienst Kunstlehrer an der Hanauer Karl-Rehbein-Schule. 1967 begann seine erfolgreiche Tätigkeit in der Produktgestaltung als Designer für industrielle Produkte/Porzellan für die Königliche Porzellan-Manufaktur Berlin (KPM). 

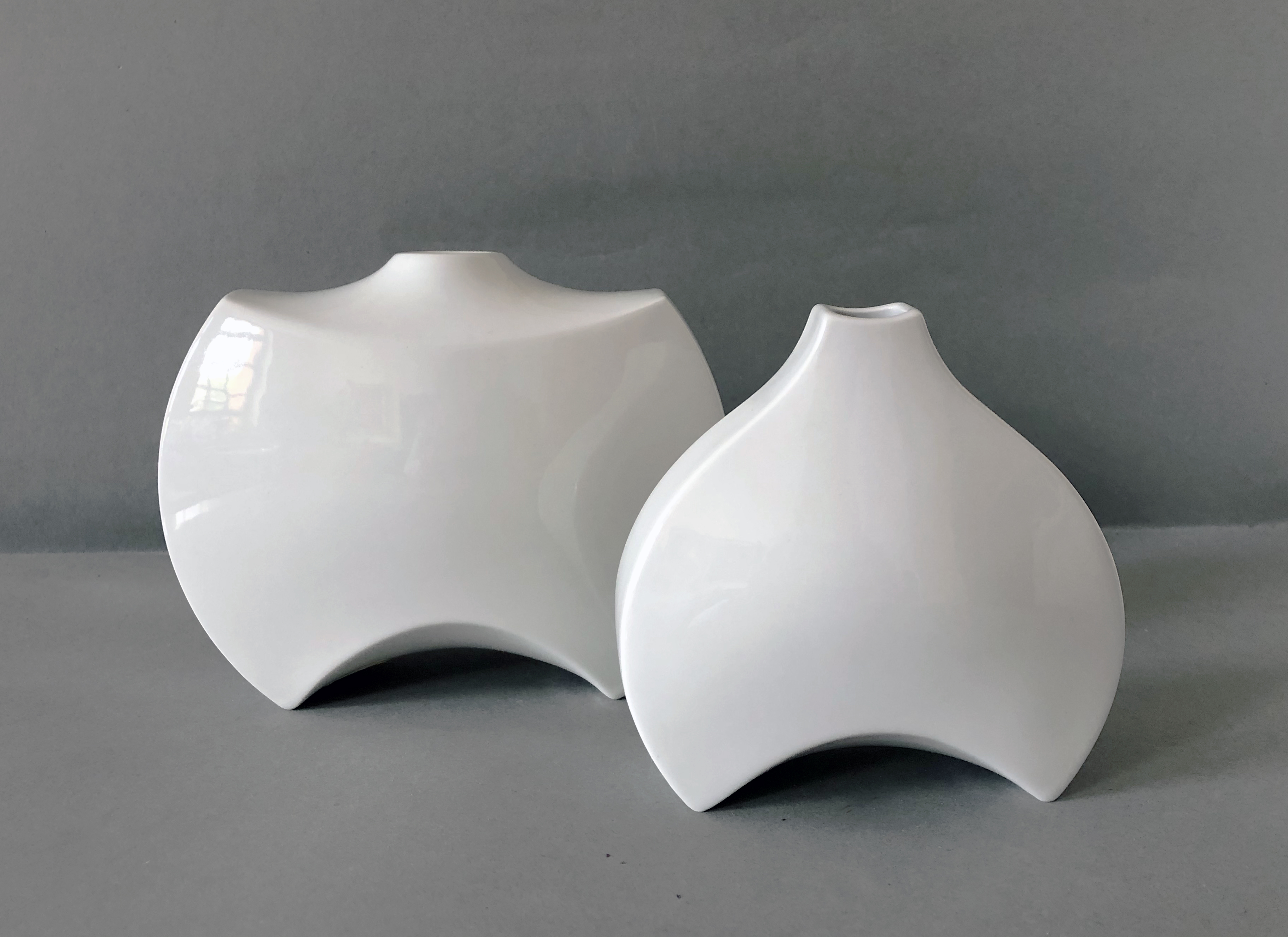
KPM Vasen Bruecke, Design Konrad Quillmann,

Publizistisch befasste er sich ab 1966 schwerpunktmäßig mit Ansätzen zur Begründung der Keramik als künstlerische Disziplin sowie Fragen der keramischen Morphologie und Technologie. Seine Arbeiten veröffentlichte er in Fachzeitschriften.
Ab 1970 konzentrierte sich Quillmanns künstlerische Tätigkeit ausschließlich auf die von ihm entwickelten Acrylglas-Skulpturen. Seine Werke werden in Museen und Galerien im In- und Ausland gezeigt, u. a. in der Formsammlung des Städtischen Museums Braunschweig und im Landesmuseum für Kunst und Kulturgeschichte Oldenburg. Die Schweizer Galerien Toni Brechbühl und Suzanne Bollag, die Galerie Vivarois in Paris und die Galerie Twenty-One in Johannesburg, Südafrika, vertraten Quillman und stellten seine Werke aus. Einige seiner Arbeiten fanden Eingang in privaten und öffentlichen Sammlungen.
Quillmann erkannte für sich, dass das, was das Auge sieht, nicht immer unbedingt identisch ist, mit dem, was man weiß, und definierte so seine Acrylglas-Skulpturen, die mit mathematischen Strukturen räumliche Synthesen schaffen, die – bedingt durch das transparente Material – Körper, Volumen und Raum neu definieren.
Das optisch sensible Material, der farblose Kunststoff Acrylglas wird in Transparenz und Lichtbrechung dabei in höchster Perfektion in einer Technik bearbeitet, die Quillmann makellos beherrschte. Durch Schneiden und Polieren verfärbt sich das Material vom milchigen Weiß bis zu kristallklarer Transparenz, zeigt in unzählbaren Variationen von Reflex und Gegenreflex oder Teilabsorption des einfallenden Lichts neue Innenflächen, neue Innenräume und Raumverschiebungen – optische Täuschungen durch physikalische Gesetzmäßigkeit.

## Ehrungen
- 1969: Verleihung des Internationalen Bayerischen Staatspreises für künstlerische Arbeiten im Rahmen der Handwerkermesse in München

## Ausstellungen

„Die hängenden Gärten der Semiramis“; 1970,
Aufnahme von Dieter Crumbiegel

- 1966 Jahrhunderthalle Farbwerke Hoechst AG, Frankfurt
- 1966 Städtisches Museum Braunschweig(Formsammlung)
- 1967 Deutsches Goldschmiedehaus, Hanau
- 1968 Kunstverein Salzgitter
- 1968 Galerie Gessmann, Frankfurt am Main
- 1969 Galerie Moering, Wiesbaden und Heidelberg
- 1970 Galerie Villinger, Würzburg
- 1970 Deutsches Goldschmiedehaus, Hanau
- 1970 Galerie 66, Eckernförde
- 1970 Landesmuseum Oldenburg
- 1971 Alte Rathachweinfurt
- 1971 Galerie Gessmann, Frankfurt am Main
- 1972 Kunstverein Salzgitter
- 1973 Galerie Suzanne Bollag, Zürich
- 1973 Galerie Rewolle, Bremen
- 1973 Galerie Krikhaar, Amsterdam
- 1973 Galerie Oly, Gelnhausen
- 1974 Galerie Toni Brechbühl, Grenchen
- 1974 Galerie Vivarois, Paris
- 1974 Galerie Jesse, Bielefeld
- 1975 Galerie Querschnitt, Braunschweig
- 1975 Galerie Twenty-One, Johannesburg
- 1976 Galerie Twenty-One, Kapstadt
- 1976 Galerie Suzanne Bollag, Zürich
- 1976 Galerie Stonalova, Wiesbaden
- 1977 Galerie Der Grüne Panther, Frankfurt am Main
- 1978 Keramion (Accrochage), Frechen
- 1979 Galerie Jesse, Bielefeld
- 1982 Galerie Suzanne Bollag, Zürich
- 1982 Galerie Jesse, Bielefeld
- 1983 Galerie Das Bilderhaus, Frankfurt am Main
- 1984 Galerie am Winterberg, Vlotho

## Werke in öffentlichen Sammlungen
- Hetjens-Museum Düsseldorf
- Landesmuseum für Kunst und Kulturgeschichte Oldenburg
- Hessisches Landesmuseum Darmstadt
- Kunsthalle Bremen
- Städtisches Museum (Braunschweig)(Formsammlung)
- Kunstsammlungen der Veste Coburg

## Publikationen
- Handwerkliche Keramik in der industriellen Gesellschaft – romantisches Relikt oder Forderung und Chance der Zeit?, Keramische Zeitschrift 4/66
- Modalitäten werkschöpferischer Prozesse – ein Beispiel aus der keramischen Praxis, Keramische Zeitschrift 5/1966
- Zwischen gestern und morgen – Keramisches Design, Keramische Zeitschrift 9/66
- Ausstellung ´66 – Konrad Quillmann, Keramik, Katalog zur Ausstellung in Wiesbaden, Zusammen mit Elfriede Quillmann, Darmstadt, Frankfurt, Braunschweig und Köln, 1966
- Flucht in die Perfektion?, Keramische Zeitschrift 4/67
- Künstlerische Emanzipation: Keramik – Material farbiger Raumflächen, Keramische Zeitschrift 6/1970